# 碧堤半島巴士總站
碧堤半島巴士總站（英語：Bellagio Bus Terminus）是香港的一個巴士總站，位於荃灣區深井碧堤半島商場碧堤坊地下。現時有3條小巴路綫以本站作為總站。

## 歷史
本巴士总站在2003年随着碧堤半島第一期落成而启用，位于碧堤半島商场碧堤坊地下。
由于以本站作为总站的公交路线多是繁忙时间路线，所以人流不算是太多。

## 总站路線

### 新界區專線小巴96C線
- 碧堤半島 ↺ 荃灣站

本線以荃灣鐵路站為循環點，主要作用是辅助新界區專線小巴96線和新界區專線小巴96M線。

### 新界區專線小巴308A線
- 碧堤半島 ↔ 青衣站

為308M的輔助線，提供深井碧堤半島、海韻花園往來港鐵青衣站的特快（因为本线取道青衣北岸公路而不是青衣西路）專線小巴服務，只于早上双方向各开4班。

### 新界區專線小巴302線（特別班次）
- 碧堤半島 → 葵涌廣場

提供深井、汀九往來荃灣西約、荃灣市中心、葵興及葵芳的專線小巴服務。